# 14e étape du Tour de France 2012
Pour un article plus général, voir Tour de France 2012.
La 14e étape du Tour de France 2012 se déroule le dimanche 15 juillet 2012. Elle part de Limoux et arrive à Foix. Elle est remportée par l'Espagnol Luis León Sánchez, de l'équipe Rabobank, qui devance de 47 secondes ses compagnons d'échappée. Des clous semés au col de Péguère causent de nombreuses crevaisons, dont celles de Cadel Evans, attendu par le peloton. Le classement général et les classements annexes ne connaissent pas de changement notable.

## Parcours
Le départ de l'étape est donné à Limoux, dans l'Aude. La première côte référencée du jour est abordée après 25 kilomètres : le col du Portel, en deuxième catégorie, s'élève à 601 mètres d'altitude, après 5,3 km de montée à 6,3 %. Le parcours se dirige ensuite vers l'ouest. Il entre en Ariège peu avant le soixantième kilomètre. Le sprint intermédiaire du jour est situé à Tarascon-sur-Ariège, au kilomètre 99. Le peloton gravit ensuite les deux principales ascensions du jour, en première catégorie. La montée vers le port de Lers, à 1 517 mètres d'altitude, est longue de 11,4 km et présente une pente moyenne de 7 %. Après la descente, la course arrive à Massat. La montée menant au mur de Péguère commence par les six premiers kilomètres menant au col de Port. Au col des Caougnous, le peloton tourne ensuite à gauche et emprunte « une toute petite route granuleuse qui monte à pic [...] : une pente maximale à 18 % dès le premier kilomètre, à plus de 14 % de moyenne, puis une pente à 11 % de moyenne jusqu'en haut ». Cette ascension du col de Péguère figure pour la première fois au parcours du Tour. Elle devait être empruntée en descente en 1973, mais les coureurs avaient demandé et obtenu son retrait en raison de sa dangerosité. Au sommet du « mur », le peloton est à 1 375 mètres d'altitude, à un peu moins de 40 kilomètres de l'arrivée. La descente est longue (18 kilomètres) et s'effectue sur une route « large et peu pentue ». L'arrivée est jugée à Foix, après 191 kilomètres de course.

## Déroulement de la course
Vers le km 50, une échappée de 11 coureurs se forme, elle comprend : Sébastien Minard (AG2R La Mondiale), Philippe Gilbert (BMC Racing), Cyril Gautier (Europcar), Gorka Izagirre (Euskaltel-Euskadi), Sandy Casar (FDJ-BigMat), Eduard Vorganov (Katusha), Peter Sagan (Liquigas-Cannondale), Martin Velits (Omega Pharma-Quick Step), Steven Kruijswijk, Luis León Sánchez (Rabobank) et Sérgio Paulinho (Saxo Bank-Tinkoff Bank). Au sprint intermédiaire de Tarascon-sur-Ariège (km 99), Sagan passe en tête et conforte ainsi son maillot vert. À 70 km de l'arrivée, dans la montée de Port de Lers, l'avance du groupe est de près de 15 minutes sur le peloton.
Par la suite, un trio se détache, composé de Sagan, Casar et Izagirre, rapidement pris en chasse par un duo composé de Gilbert et Sánchez. Gautier est victime d'un incident mécanique l'empêchant de disputer ses chances. La jonction entre les cinq coureurs s'opère à une quinzaine de kilomètres de l'arrivée.
À 4 kilomètres de la ligne d'arrivée, Luis León Sánchez attaque. Derrière lui, la réaction tarde. Sánchez l'emporte en solitaire à Foix avec une quarantaine de secondes d'avance. Sagan finit deuxième de l'étape devant ses compagnons d'échappée, et conforte ainsi son maillot vert (il marque 37 points lors de cette étape, contre seulement 4 pour Greipel, deuxième de ce classement). Puis arrivent Paulinho et Minard qui sprintent pour la sixième place. Cyril Gautier, passe la ligne avec un quart d'heure de retard sur le premier.
De nombreuses crevaisons ont lieu à la fin de la montée et dans la descente du mur de Péguère en raison de la dispersion sur la route de clous de tapissier. Au total, ce sont une trentaine de coureurs qui sont victimes de crevaisons, dont Cadel Evans (BMC Racing), contraint de s'arrêter au sommet de la dernière difficulté du jour, ainsi que deux fois lors de la descente. Le peloton maillot jaune cesse de rouler sur la demande de son porteur Bradley Wiggins (Sky) pour permettre le retour des coureurs victimes de crevaisons.

## Résultats

### Classement de l'étape
| Classement de la 14e étape | Classement de la 14e étape | Classement de la 14e étape | Classement de la 14e étape | Classement de la 14e étape |
|                            | Coureur                    | Pays                       | Équipe                     | Temps                      |
| -------------------------- | -------------------------- | -------------------------- | -------------------------- | -------------------------- |
| 1er                        | Luis León Sánchez          | Espagne                    | Rabobank                   | en 4 h 50 min 29 s         |
| 2e                         | Peter Sagan                | Slovaquie                  | Liquigas-Cannondale        | + 47 s                     |
| 3e                         | Sandy Casar                | France                     | FDJ-BigMat                 | + 47 s                     |
| 4e                         | Philippe Gilbert           | Belgique                   | BMC Racing                 | + 47 s                     |
| 5e                         | Gorka Izagirre             | Espagne                    | Euskaltel-Euskadi          | + 47 s                     |
| 6e                         | Sérgio Paulinho            | Portugal                   | Saxo Bank-Tinkoff Bank     | + 2 min 51 s               |
| 7e                         | Sébastien Minard           | France                     | AG2R La Mondiale           | + 2 min 51 s               |
| 8e                         | Martin Velits              | Slovaquie                  | Omega Pharma-Quick Step    | + 3 min 49 s               |
| 9e                         | Eduard Vorganov            | Russie                     | Katusha                    | + 4 min 51 s               |
| 10e                        | Steven Kruijswijk          | Pays-Bas                   | Rabobank                   | + 4 min 53 s               |
| modifier                   |                            |                            |                            |                            |

### Points attribués
| Sprint intermédiaire de Tarascon-sur-Ariège (km 99) | Sprint intermédiaire de Tarascon-sur-Ariège (km 99) | Sprint intermédiaire de Tarascon-sur-Ariège (km 99) | Sprint intermédiaire de Tarascon-sur-Ariège (km 99) | Sprint intermédiaire de Tarascon-sur-Ariège (km 99) |
| --------------------------------------------------- | --------------------------------------------------- | --------------------------------------------------- | --------------------------------------------------- | --------------------------------------------------- |
|                                                     | Coureur                                             | Pays                                                | Équipe                                              | Point(s)                                            |
| 1er                                                 | Peter Sagan                                         | Slovaquie                                           | Liquigas-Cannondale                                 | 20                                                  |
| 2e                                                  | Steven Kruijswijk                                   | Pays-Bas                                            | Rabobank                                            | 17                                                  |
| 3e                                                  | Sandy Casar                                         | France                                              | FDJ-BigMat                                          | 15                                                  |
| 4e                                                  | Sérgio Paulinho                                     | Portugal                                            | Saxo Bank-Tinkoff Bank                              | 13                                                  |
| 5e                                                  | Philippe Gilbert                                    | Belgique                                            | BMC Racing                                          | 11                                                  |
| 6e                                                  | Gorka Izagirre                                      | Espagne                                             | Euskaltel-Euskadi                                   | 10                                                  |
| 7e                                                  | Martin Velits                                       | Slovaquie                                           | Omega Pharma-Quick Step                             | 9                                                   |
| 8e                                                  | Cyril Gautier                                       | France                                              | Europcar                                            | 8                                                   |
| 9e                                                  | Luis León Sánchez                                   | Espagne                                             | Rabobank                                            | 7                                                   |
| 10e                                                 | Sébastien Minard                                    | France                                              | AG2R La Mondiale                                    | 6                                                   |
| 11e                                                 | Eduard Vorganov                                     | Russie                                              | Katusha                                             | 5                                                   |
| 12e                                                 | André Greipel                                       | Allemagne                                           | Lotto-Belisol                                       | 4                                                   |
| 13e                                                 | Bernhard Eisel                                      | Autriche                                            | Sky                                                 | 3                                                   |
| 14e                                                 | Richie Porte                                        | Australie                                           | Sky                                                 | 2                                                   |
| 15e                                                 | Michael Rogers                                      | Australie                                           | Sky                                                 | 1                                                   |
| modifier                                            |                                                     |                                                     |                                                     |                                                     |

| Classement de l'étape | Classement de l'étape | Classement de l'étape | Classement de l'étape   | Classement de l'étape |
| --------------------- | --------------------- | --------------------- | ----------------------- | --------------------- |
|                       | Coureur               | Pays                  | Équipe                  | Point(s)              |
| 1er                   | Luis León Sánchez     | Espagne               | Rabobank                | 20                    |
| 2e                    | Peter Sagan           | Slovaquie             | Liquigas-Cannondale     | 17                    |
| 3e                    | Sandy Casar           | France                | FDJ-BigMat              | 15                    |
| 4e                    | Philippe Gilbert      | Belgique              | BMC Racing              | 13                    |
| 5e                    | Gorka Izagirre        | Espagne               | Euskaltel-Euskadi       | 11                    |
| 6e                    | Sérgio Paulinho       | Portugal              | Saxo Bank-Tinkoff Bank  | 10                    |
| 7e                    | Sébastien Minard      | France                | AG2R La Mondiale        | 9                     |
| 8e                    | Martin Velits         | Slovaquie             | Omega Pharma-Quick Step | 8                     |
| 9e                    | Eduard Vorganov       | Russie                | Katusha                 | 7                     |
| 10e                   | Steven Kruijswijk     | Pays-Bas              | Rabobank                | 6                     |
| 11e                   | Cyril Gautier         | France                | Europcar                | 5                     |
| 12e                   | Luis Ángel Maté       | Espagne               | Cofidis                 | 4                     |
| 13e                   | Julien Simon          | France                | Saur-Sojasun            | 3                     |
| 14e                   | Mikaël Cherel         | France                | AG2R La Mondiale        | 2                     |
| 15e                   | Bradley Wiggins       | Royaume-Uni           | Sky                     | 1                     |
| modifier              |                       |                       |                         |                       |

### Cols et côtes
| Col du Portel (km 30) 2e catégorie | Col du Portel (km 30) 2e catégorie | Col du Portel (km 30) 2e catégorie | Col du Portel (km 30) 2e catégorie | Col du Portel (km 30) 2e catégorie |
| ---------------------------------- | ---------------------------------- | ---------------------------------- | ---------------------------------- | ---------------------------------- |
|                                    | Coureur                            | Pays                               | Équipe                             | Point(s)                           |
| 1er                                | Thomas Voeckler                    | France                             | Europcar                           | 5                                  |
| 2e                                 | Fredrik Kessiakoff                 | Suède                              | Astana                             | 3                                  |
| 3e                                 | Egoi Martínez                      | Espagne                            | Euskaltel-Euskadi                  | 2                                  |
| 4e                                 | Christian Vande Velde              | États-Unis                         | Garmin-Sharp                       | 1                                  |
| modifier                           |                                    |                                    |                                    |                                    |

| Port de Lers (km 126,5) 1re catégorie | Port de Lers (km 126,5) 1re catégorie | Port de Lers (km 126,5) 1re catégorie | Port de Lers (km 126,5) 1re catégorie | Port de Lers (km 126,5) 1re catégorie |
| ------------------------------------- | ------------------------------------- | ------------------------------------- | ------------------------------------- | ------------------------------------- |
|                                       | Coureur                               | Pays                                  | Équipe                                | Point(s)                              |
| 1er                                   | Sérgio Paulinho                       | Portugal                              | Saxo Bank-Tinkoff Bank                | 10                                    |
| 2e                                    | Eduard Vorganov                       | Russie                                | Katusha                               | 8                                     |
| 3e                                    | Philippe Gilbert                      | Belgique                              | BMC Racing                            | 6                                     |
| 4e                                    | Steven Kruijswijk                     | Pays-Bas                              | Rabobank                              | 4                                     |
| 5e                                    | Martin Velits                         | Slovaquie                             | Omega Pharma-Quick Step               | 2                                     |
| 6e                                    | Luis León Sánchez                     | Espagne                               | Rabobank                              | 1                                     |
| modifier                              |                                       |                                       |                                       |                                       |

| \| Col de Péguère (km 152,5) 1re catégorie \| Col de Péguère (km 152,5) 1re catégorie \| Col de Péguère (km 152,5) 1re catégorie \| Col de Péguère (km 152,5) 1re catégorie \| Col de Péguère (km 152,5) 1re catégorie \| \| --------------------------------------- \| --------------------------------------- \| --------------------------------------- \| --------------------------------------- \| --------------------------------------- \| \| \| Coureur \| Pays \| Équipe \| Point(s) \| \| 1er \| Sandy Casar \| France \| FDJ-BigMat \| 10 \| \| 2e \| Gorka Izagirre \| Espagne \| Euskaltel-Euskadi \| 8 \| \| 3e \| Peter Sagan \| Slovaquie \| Liquigas-Cannondale \| 6 \| \| 4e \| Philippe Gilbert \| Belgique \| BMC Racing \| 4 \| \| 5e \| Luis León Sánchez \| Espagne \| Rabobank \| 2 \| \| 6e \| Sérgio Paulinho \| Portugal \| Saxo Bank-Tinkoff Bank \| 1 \| \| modifier \| \| \| \| \| |                   |           |                        |          |
| Col de Péguère (km 152,5) 1re catégorie |                   |           |                        |          |
| | Coureur           | Pays      | Équipe                 | Point(s) |
| 1er | Sandy Casar       | France    | FDJ-BigMat             | 10       |
| 2e | Gorka Izagirre    | Espagne   | Euskaltel-Euskadi      | 8        |
| 3e | Peter Sagan       | Slovaquie | Liquigas-Cannondale    | 6        |
| 4e | Philippe Gilbert  | Belgique  | BMC Racing             | 4        |
| 5e | Luis León Sánchez | Espagne   | Rabobank               | 2        |
| 6e | Sérgio Paulinho   | Portugal  | Saxo Bank-Tinkoff Bank | 1        |
| modifier |                   |           |                        |          |

## Classements à l'issue de l'étape

### Classement général
| Classement général | Classement général    | Classement général | Classement général  | Classement général  |
|                    | Coureur               | Pays               | Équipe              | Temps               |
| ------------------ | --------------------- | ------------------ | ------------------- | ------------------- |
| 1er                | Bradley Wiggins       | Royaume-Uni        | Sky                 | en 64 h 41 min 16 s |
| 2e                 | Christopher Froome    | Royaume-Uni        | Sky                 | + 2 min             |
| 3e                 | Vincenzo Nibali       | Italie             | Liquigas-Cannondale | + 2 min 23 s        |
| 4e                 | Cadel Evans           | Australie          | BMC Racing          | + 3 min 19 s        |
| 5e                 | Jurgen Van den Broeck | Belgique           | Lotto-Belisol       | + 4 min 48 s        |
| 6e                 | Haimar Zubeldia       | Espagne            | RadioShack-Nissan   | + 6 min 15 s        |
| 7e                 | Tejay van Garderen    | États-Unis         | BMC Racing          | + 6 min 57 s        |
| 8e                 | Janez Brajkovič       | Slovénie           | Astana              | + 7 min 30 s        |
| 9e                 | Pierre Rolland        | France             | Europcar            | + 8 min 31 s        |
| 10e                | Thibaut Pinot         | France             | FDJ-BigMat          | + 8 min 51 s        |
| modifier           |                       |                    |                     |                     |

### Classement par points
| Classement par points | Classement par points | Classement par points | Classement par points | Classement par points |
| --------------------- | --------------------- | --------------------- | --------------------- | --------------------- |
|                       | Coureur               | Pays                  | Équipe                | Point(s)              |
| 1er                   | Peter Sagan           | Slovaquie             | Liquigas-Cannondale   | 333 points            |
| 2e                    | André Greipel         | Allemagne             | Lotto-Belisol         | 236 pts               |
| 3e                    | Matthew Goss          | Australie             | Orica-GreenEDGE       | 203 pts               |
| modifier              |                       |                       |                       |                       |

### Classement du meilleur grimpeur
| Classement du meilleur grimpeur | Classement du meilleur grimpeur | Classement du meilleur grimpeur | Classement du meilleur grimpeur | Classement du meilleur grimpeur |
| ------------------------------- | ------------------------------- | ------------------------------- | ------------------------------- | ------------------------------- |
|                                 | Coureur                         | Pays                            | Équipe                          | Point(s)                        |
| 1er                             | Fredrik Kessiakoff              | Suède                           | Astana                          | 69 points                       |
| 2e                              | Pierre Rolland                  | France                          | Europcar                        | 55 pts                          |
| 3e                              | Chris Anker Sørensen            | Danemark                        | Saxo Bank-Tinkoff Bank          | 39 pts                          |
| modifier                        |                                 |                                 |                                 |                                 |

### Classement du meilleur jeune
| Classement général du meilleur jeune | Classement général du meilleur jeune | Classement général du meilleur jeune | Classement général du meilleur jeune | Classement général du meilleur jeune |
|                                      | Coureur                              | Pays                                 | Équipe                               | Temps                                |
| ------------------------------------ | ------------------------------------ | ------------------------------------ | ------------------------------------ | ------------------------------------ |
| 1er                                  | Tejay van Garderen                   | États-Unis                           | BMC Racing                           | en 64 h 48 min 13 s                  |
| 2e                                   | Thibaut Pinot                        | France                               | FDJ-BigMat                           | + 1 min 54 s                         |
| 3e                                   | Peter Sagan                          | Slovaquie                            | Liquigas-Cannondale                  | + 40 min 35 s                        |
| modifier                             |                                      |                                      |                                      |                                      |

### Classement par équipes
| Classement par équipes | Classement par équipes | Classement par équipes | Classement par équipes |
|                        | Équipe                 | Pays                   | Temps                  |
| ---------------------- | ---------------------- | ---------------------- | ---------------------- |
| 1re                    | RadioShack-Nissan      | Luxembourg             | en 194 h 16 min 22 s   |
| 2e                     | Sky                    | Royaume-Uni            | + 12 min 38 s          |
| 3e                     | BMC Racing             | États-Unis             | + 17 min 46 s          |
| modifier               |                        |                        |                        |

## Abandon
- Robert Kišerlovski (Astana) : abandon[5] à la suite d'une chute dans la descente du Mur de Péguère.